# Женская сборная Испании по хоккею на траве
Женская сборная Испании по хоккею на траве (исп. Selección femenina de hockey sobre hierba de España, англ. Spain women's national field hockey team) — женская сборная по хоккею на траве, представляющая Испанию на международной арене. Управляющим органом сборной выступает Королевская Федерация хоккея на траве Испании.
Сборная занимает (по состоянию на 16 июня 2014) 14-е место в рейтинге Международной федерации хоккея на траве (FIH).

## Участие в международных соревнованиях

### Летние Олимпийские игры
- 1988 — не прошли квалификацию
- 1992 —
- 1996 — 8-е место
- 2000 — 4-е место
- 2004 — 10-е место
- 2008 — 7-е место
- 2012 — не прошли квалификацию

### Чемпионаты мира
- 1974 — 6-е место
- 1976 — 5-е место
- 1978 — 8-е место
- 1981 — 10-е место
- 1983 — не участвовали
- 1986 — 11-е место
- 1990 — 5-е место
- 1994 — 8-е место
- 1998 — не участвовали
- 2002 — 8-е место
- 2006 — 4-е место
- 2010 — 12-е место
- 2014 — не участвовали

### Мировая лига
- 2012/13 — 15-е место

### Чемпионаты Европы
- 1984 — 7-е место
- 1987 — 5-е место
- 1991 — 6-е место
- 1995 —
- 1999 — 4-е место
- 2003 —
- 2005 — 4-е место
- 2007 — 4-е место
- 2009 — 4-е место
- 2011 — 4-е место
- 2013 — 5-е место
- 2019 —

### Трофей чемпионов
- 1987 — 1989 — не участвовали
- 1991 — 4-е место
- 1993 — 5-е место
- 1995 — 5-е место
- 1997 — 2000 — не участвовали
- 2001 — 6-е место
- 2002 — 2006 — не участвовали
- 2007 — 6-е место
- 2008 — 2011 — не участвовали

### Champions Challenge
- 2002 — не участвовали
- 2003 —
- 2005 — 6-е место
- 2007 — не участвовали
- 2009 — 4-е место
- 2011 — 4-е место

### Чемпионат мира по индорхоккею
- 2003 — не участвовали
- 2007 —
- 2011—2015 — не участвовали